# David J. C. MacKay
Pour les articles homonymes, voir David MacKay, Cameron et MacKay.
David John Cameron MacKay, né le 22 avril 1967 à Stoke-on-Trent et mort le 14 avril 2016,  membre de la Royal Society, a été professeur de philosophie naturelle du département de physique de l'université de Cambridge et conseiller scientifique en chef du Département de l'Énergie et du Changement climatique britannique (DECC).
Avant d'y être nommé, il est surtout connu pour être l'auteur du livre L'énergie durable — Pas que du vent (Sustainable Energy — Without the Hot Air en anglais),.

## Biographie
David MacKay est le cinquième enfant de Donald MacCrimmon MacKay et Valerie MacKay. Son frère aîné, Robert S. MacKay FRS (né en 1956), est professeur de mathématiques à l'université de Warwick.
David MacKay fait ses études à la Newcastle-under-Lyme School (Staffordshire, Angleterre) et il représente la Grande-Bretagne aux XVIe Olympiades internationales de physique en Yougoslavie en 1985, où il reçoit le prix spécial pour la meilleure épreuve expérimentale. Il va au Trinity College (Cambridge), où il reçoit un baccalauréat ès arts en Sciences, spécialité Physique théorique et expérimentale, en 1988. Il va ensuite au California Institute of Technology (Caltech) en tant qu'étudiant Fulbright. Il reçoit un PhD (Computation and Neural Systems) en 1992.
En janvier 1992, David MacKay est nommé Smithson Research Fellow à la Royal Society au Darwin College de Cambridge, où il continue son travail transdisciplinaire au sein du laboratoire Cavendish (département de Physique de l'université de Cambridge). En 1995, il devient chargé d'enseignement au sein de son département, puis maître de conférences en 1999 et Professeur en Philosophie naturelle en 2003. Il est élu membre de la Royal Society en mai 2009.
Les contributions de David MacKay, au sujet de l'apprentissage automatique et de la théorie de l'information comprennent le développement de l'inférence bayésienne appliquée aux réseaux neuronaux, la redécouverte (avec Radford M. Neal) des codes de parité à faible densité et l'invention de Dasher, un logiciel de communication populaire chez les gens qui sont dans l'incapacité d'utiliser un clavier traditionnel. Son livre Information Theory, Inference, and Learning Algorithms a été publié en 2003.
Parmi ses centres d'intérêt au-delà de la recherche, on trouve le développement de méthodes d'apprentissage efficaces et le développement de l'Afrique ; il a donné régulièrement des cours à l'African Institute for Mathematical Sciences au Cap, depuis la création de celui-ci en 2003 jusqu'en 2006.
En 2008, il écrit un livre sur la consommation d'énergie et la production d'énergie sans combustible fossile intitulé Sustainable Energy — Without the Hot Air (récemment traduit en français sous le titre L'énergie durable — Pas que du vent). David MacKay dépense 10 000 livres sterling sur ses propres deniers pour faire publier son livre, et le tirage initial (5 000 exemplaires) est épuisé en seulement quelques jours. Le livre reçoit un commentaire élogieux de The Economist, du Guardian, et de Bill Gates, qui le qualifie de « l'un des meilleurs livres qui aient jamais été écrits au sujet de l'énergie. », Tout comme son livre sur la théorie de l'information, David MacKay a rendu son livre gratuitement accessible sur Internet.
David MacKay est nommé conseiller scientifique en chef du Département de l'Énergie et du Changement climatique en septembre 2009.